# Dyvig
Dyvig (deutsch Düwig) ist ein Naturhafen im Norden der Insel Als in der Dänischen Südsee, der sich durch eine natürliche Bucht bildet. Die nächste größere Stadt ist Nordborg.
Für Segler sind es die enge, im Zick-Zack führende Ansteuerung des Hafens durch die "Steg Gaf" und die Ankerplätze, die neben der weitgehenden Naturbelassenheit eine Besonderheit dieses Hafens ausmachen. Die Bucht ist per Schiff über den Als Sund zu erreichen. Die Zufahrt ist anfangs etwa eine halbe Seemeile breit und verjüngt sich bis zur Bucht auf wenige Meter. Die Ansteuerung wird nur im Tageslicht empfohlen.

## Yachthäfen
In Dyvig gibt es zwei Yachthäfen, Dyvig Badelaug und Dyvig Bro, wo 2010 das Dyvig Badehotel in Betrieb genommen wurde.

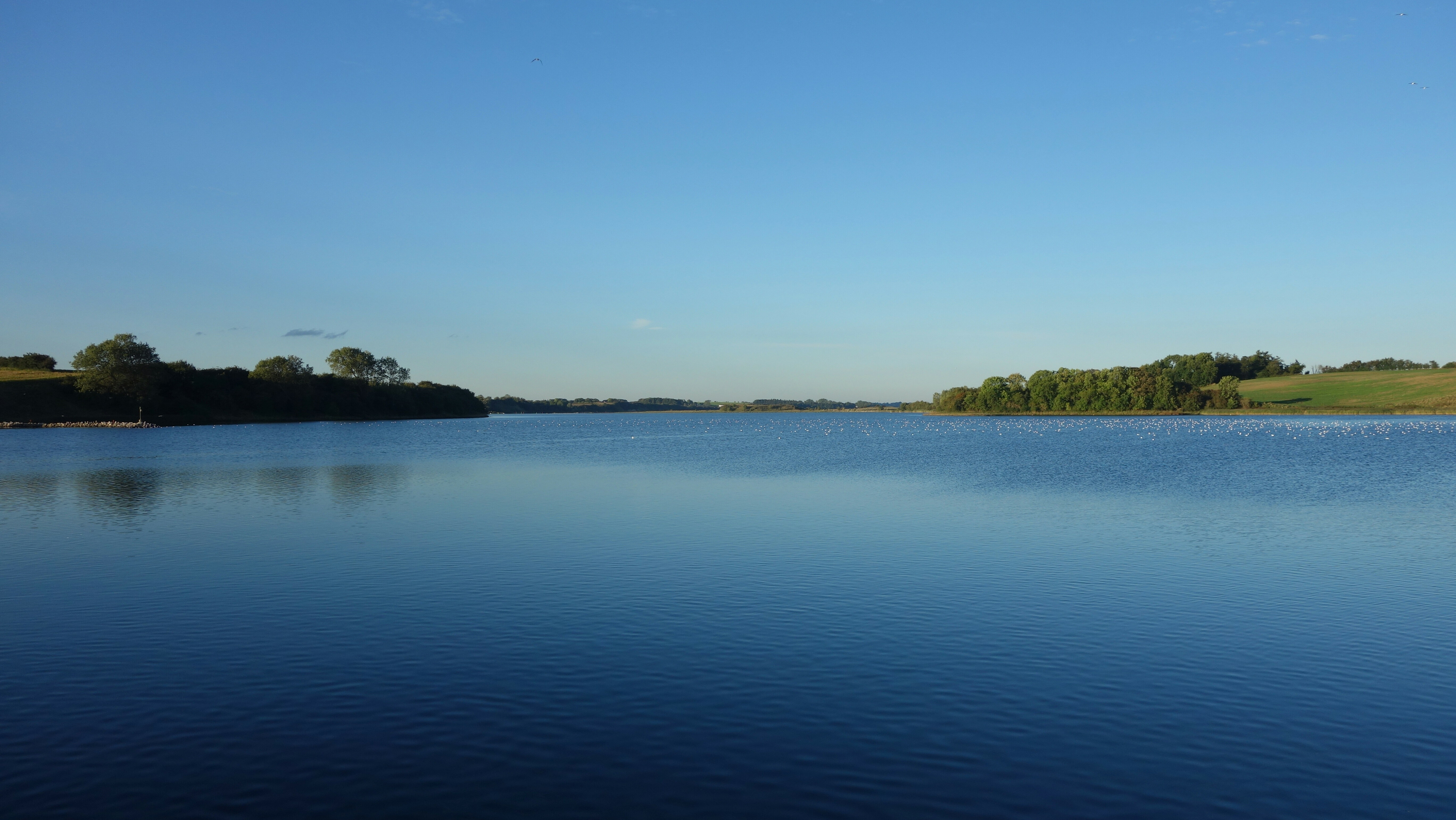
Naturhafen Dyvig, Dänemark